# Центора-Юрт
Центора-Юрт (рос. Центора-Юрт) — село у Грозненському районі Чечні Російської Федерації.
Населення становить 3256 осіб (2019). Входить до складу муніципального утворення Центора-Юртовське сільське поселення.

## Історія
Згідно із законом від 20 лютого 2009 року органом місцевого самоврядування є Центора-Юртовське сільське поселення.

## Населення
| 1990  | 2002  | 2010  | 2012  | 2013  | 2014  | 2015  |
| ----- | ----- | ----- | ----- | ----- | ----- | ----- |
| 567   | ↗2280 | ↗2770 | ↗2875 | ↗2924 | ↘2904 | ↗2975 |
| 2016  | 2017  | 2018  | 2019  |       |       |       |
| ↗3048 | ↗3080 | ↗3165 | ↗3256 |       |       |       |